# Betbezer-d'Armagnac
Betbezer-d'Armagnac è un comune francese di 144 abitanti situato nel dipartimento delle Landes nella regione della Nuova Aquitania.

## Società

### Evoluzione demografica
Abitanti censiti